# Pape Urbain X
 (juin 2016).
Si vous disposez d'ouvrages ou d'articles de référence ou si vous connaissez des sites web de qualité traitant du thème abordé ici, merci de compléter l'article en donnant les références utiles à sa vérifiabilité et en les liant à la section « Notes et références ».
Le Pape Urbain X est un Pape fictif créé par l'écrivain français Voltaire dans son roman philosophique Candide ou l'Optimisme (1759). Au chapitre XI de Candide, la Vieille prétend être la fille illégitime du pape Urbain X et de la princesse de Palestrina (Italie). Voltaire, par prudence ou par dérision, donne à ce personnage épisodique qui n'est qu'évoqué au début de l'Histoire de la Vieille, le nom d'un pape qui n'a jamais existé et ne risquait pas d'exister prochainement, le plus haut pape appelé Urbain étant Urbain VIII (1623-1644).
Dans l'édition de 1829 de Candide, Beuchot cite une note posthume de Voltaire précisant tout cela. Cette note ne figure pas dans l'édition de Kehl, la première édition posthume des œuvres complètes de Voltaire (1784), dont dérivent toutes les éditions du XIXe siècle.
Il a en revanche bel et bien existé une princesse de Palestrina contemporaine de Voltaire. En 1728, Giulio Cesare Colonna di Sciarra épouse Cornelia Barberini (1716-1797), quatrième princesse de Palestrina. Elle était la dernière héritière en ligne directe… du pape Urbain VIII. Voltaire n'a donc pas choisi au hasard le nom de son pape fictif.